# Cantonul Conques-sur-Orbiel
Cantonul Conques-sur-Orbiel este un canton din arondismentul Carcassonne, departamentul Aude, regiunea Languedoc-Roussillon, Franța.

## Comune
- Bagnoles
- Conques-sur-Orbiel (reședință)
- Limousis
- Malves-en-Minervois
- Sallèles-Cabardès
- Villalier
- Villarzel-Cabardès
- Villegailhenc
- Villegly
- Villemoustaussou